# Hello Goodbye (film)
Hello Goodbye è un film del 1970 diretto da Jean Negulesco, l'ultimo da lui diretto. Negulesco sostituì Ronald Neame quando quest'ultimo venne licenziato.

## Trama
Una donna sposata con un nobile incontra un giovane col quale ha una relazione, poi ritorna dal ricco marito, poi ci ripensa.

## Critica
«Modestissima riproposta del solito triangolo... Una delle interpretazioni più insopportabili della Fürstenberg.» * 